# 선산 문씨
선산 문씨(善山文氏)는 경상북도 구미시 선산읍을 본관으로 하는 한국의 성씨이다.
시조는 문영(文英)이라는 인물로 조선에서 대사성(大司成)을 지냈다고 한다

## 참고 자료
- “선산문씨(善山文氏)”. 뿌리를 찾아서.[깨진 링크(과거 내용 찾기)]